# 플래시픽스
플래시픽스(FlashPix)는 이미지가 한 해상도를 초과하여 저장되는, 비트맵으로 된 컴퓨터 그래픽스 파일 포맷이다. 동일 해상도의 TIFF 파일보다 훨씬 더 용량이 크지만 HTTP가 이 포맷을 구현하는 브라우저 플러그인을 통해 파일 전송이 이루어지면 현재 화면 해상도와 호환되는 이미지만이 브라우저에 반환되어 대역폭과 다운로드 시간을 절약할 수 있다.

## 역사
플래시픽스는 라이브 픽처 소프트웨어가 사용했던 타일/다중 해상도 이미지 파일 형식인 IVUE 파일 포맷에 기반을 둔다. 1995년, 코닥(PhotoCD), 마이크로소프트, 휴렛 패커드, 라이브 픽처사의 연합체는 강력한 이미지 파일 솔루션을 강구하고 있었고 라이브 픽처의 솔루션이 대형 이미지 파일을 관리하는데 최상의 접근 방법이었다.

## 기술 개요
플래시픽스의 파일 확장자는 .fpx이다. 플래시픽스는 마이크로소프트의 구조화된 스토리지 포맷을 사용하며 하나의 파일 안에 계층적인 데이터를 저장한다.
각 이미지는 여러 하위 해상도들과 함께 저장된다. 각 해상도는 전체 이미지가 하나의 타일에 들어맞을 때까지 2로 나뉜다. 타일 크기는 가변적이지만 기본적으로는 64 x 64 픽셀 타일을 갖는다. (IVUE는 256 x 256 픽셀을 사용하였다) 각 타일은 다양한 알고리즘(LZH, JPEG, RLE)을 사용하여 다른 타일과 독립적으로 압축할 수 있다. 각 화소는 임의의 수의 채널의 임의의 크기(예: 16비트 CMYK 이미지)를 가질 수 있으며 인터리빙을 적용하거나 적용하지 않을 수 있다. 알파 채널을 포함한다.
결과물은 오리지널(동일 압축 시)보다 더 크기카 크지만 33% 이상 더 커지지는 않는다. 전체 파일을 읽어들이지 않고도 이미지의 필요한 부분망 효율적으로 접근할 수 있게 한다.
일반 무압축 이미지로서 64 x 64개 타일을 사용하는 10200 x 7650 16비트 CMYK 이미지의 경우 595 MB의 디스크 공간을 차지한다. 그러나 플래시픽스는 다음과 같이 저장한다:
- 오리지널 이미지: 10200 x 7650 화소 ← 160 x 120 타일 (~ 595 MB, 그러나 타일마다 RLE나 LZH를 덜 사용하는 것이 일반적)
- 하위 해상도 1: 5100 x 3825 화소 ← 80 x 60 타일 (~ 149 MB)
- 하위 해상도 2: 2550 x 1913 화소 ← 40 x 30 타일 (~ 37 MB)
- 하위 해상도 3: 1275 x 957 화소 ← 20 x 15 타일 (~ 9 MB)
- 하위 해상도 4: 638 x 479 화소 ← 10 x 8 타일 (~ 2.3 MB)
- 하위 해상도 5: 319 x 240 화소 ← 5 x 4 타일 (~ 598 KB)
- 하위 해상도 6: 160 x 120 화소 ← 3 x 2 타일 (~ 150 KB)
- 하위 해상도 7: 80 x 60 화소 ← 2 x 1 타일 (~ 37.5 KB)
- 하위 해상도 8: 40 x 30 화소 ← 싱글 타일 (~ 9 KB)

전체 크기: ~ 793 MB
뷰어(사진 편집 소프트웨어 등)는 필요한 부분만 접근한다. 최악의 경우 1680 x 1050 디스플레이에서 이미지의 어느 부분이 사용되는지에 관계없이 메모리 중 53 x 33 타일(56 MB)이 필요하다.